# یواس‌اس سوزان (اس‌پی-۸۳۲)
یواس‌اس سوزان (اس‌پی-۸۳۲) (به انگلیسی: USS Susanne (SP-832)) یک کشتی است که طول آن ۶۰ فوت (۱۸ متر) می‌باشد.